# Schule von Posillipo

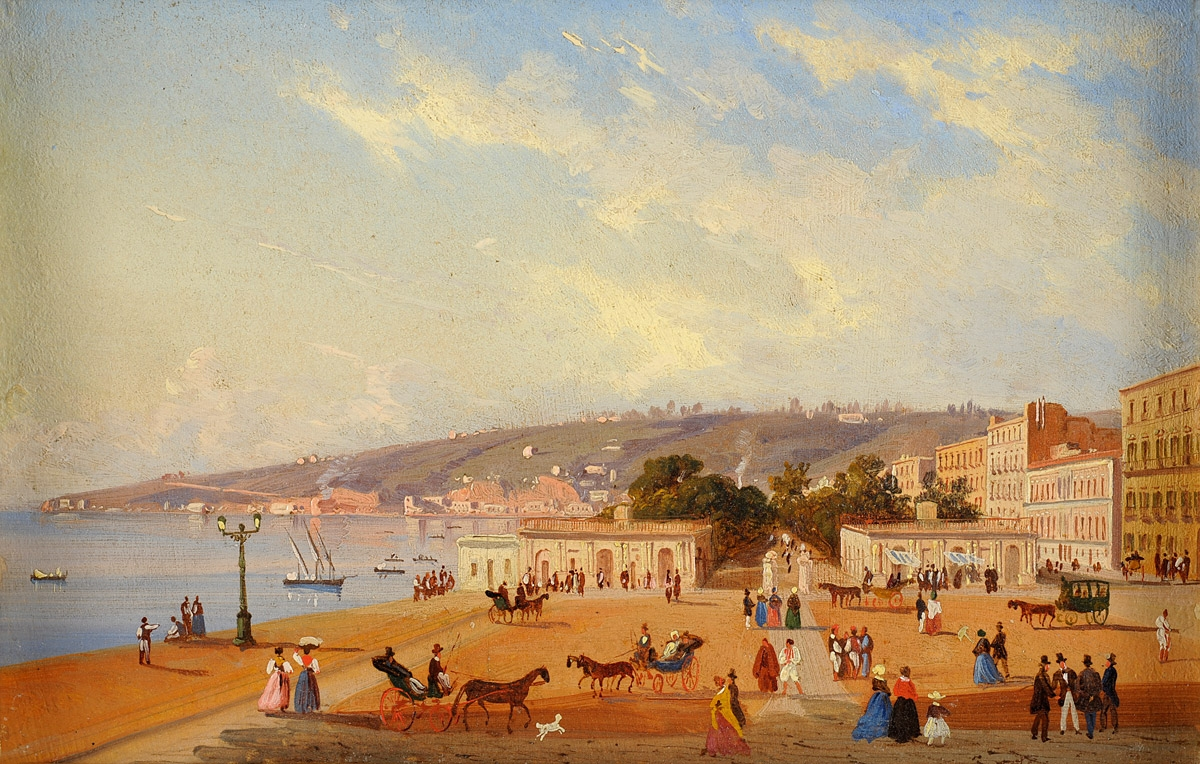
Salvatore Fergola: Die Promenade von Neapel, 14,5 × 20,5 cm, Öl auf Holz (vor 1850)

Die Schule von Posillipo (italienisch Scuola di Posillipo) bezeichnet eine Gruppe von Malern, die sich ab 1820 im Neapolitaner Vorort Posillipo (heute eines der Quartieri der Stadt) zusammenfand um die Landschaftsmalerei durch Betonung der Lichteffekte zu revolutionieren. Der von diesen Malern geprägte Malstil gilt als die wichtigste Entwicklung der süditalienischen Malerei im 19. Jahrhundert.

## Entwicklung
Der niederländische Maler Anton Sminck van Pitloo, der seit 1815 an der Schule für Bildende Kunst in Neapel Landschaftsmalerei unterrichtete, eröffnete im Jahr 1820 in seinem Haus in Posillipo eine private Malschule, die schnell zu einem Treffpunkt für eine Vielzahl junger Talente der Umgebung wurde. Daraus entwickelte sich ein loser Zusammenschluss von Malern, die miteinander jedoch in regem Austausch standen um eine neue Art der Landschaftsmalerei zu entwickeln. Als besonders herausragende Vertreter dieser Schule gelten neben Sminck van Pitloo vor allem Giacinto Gigante und Salvatore Fergola.

## Stil
Die Landschaftsbilder der Vertreter dieser Schule zeichnen sich durch eher intime Motive, zumeist aus der Umgebung von Neapel, und eine lebhafte, naturnahe Farbgebung sowie die Berücksichtigung unterschiedlicher Lichterscheinungen aus. Die unbekümmerte Freude dieser Maler an Farbe und Licht ließen die Landschaft des Golfes mit neuen Augen sehen. Dazu wurden die Bilder, neu für die damalige Zeit, unmittelbar unter dem freien Himmel gemalt, um die verschiedenen Aspekte der Natur und die verschiedenen Lichtphänomene des Tages optimal einfangen zu können.

## Bildergalerie

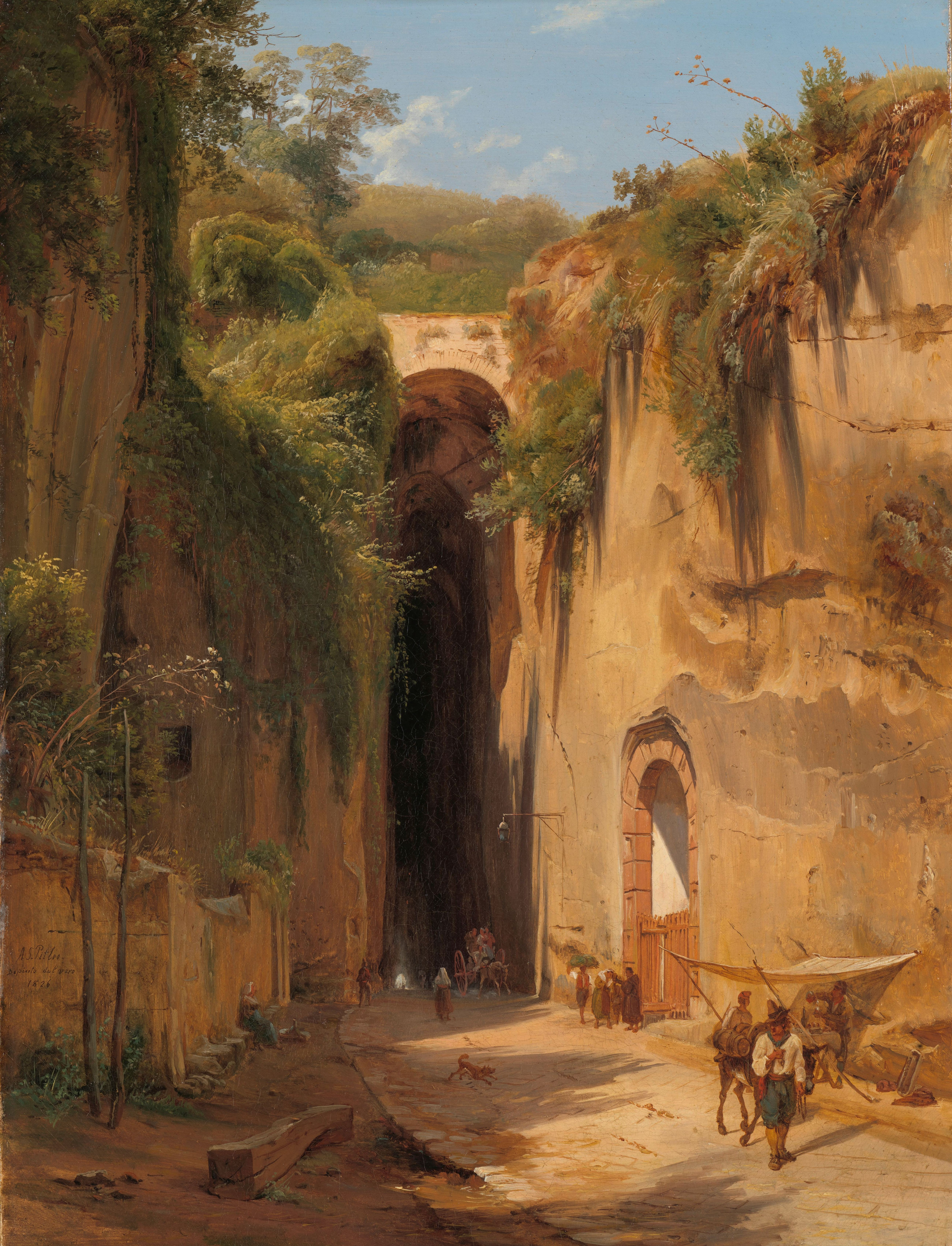
Antonie Sminck Pitloo: Die Grotte von Posillipo, 52,0 × 39,3 cm, Öl auf Leinwand (1826)
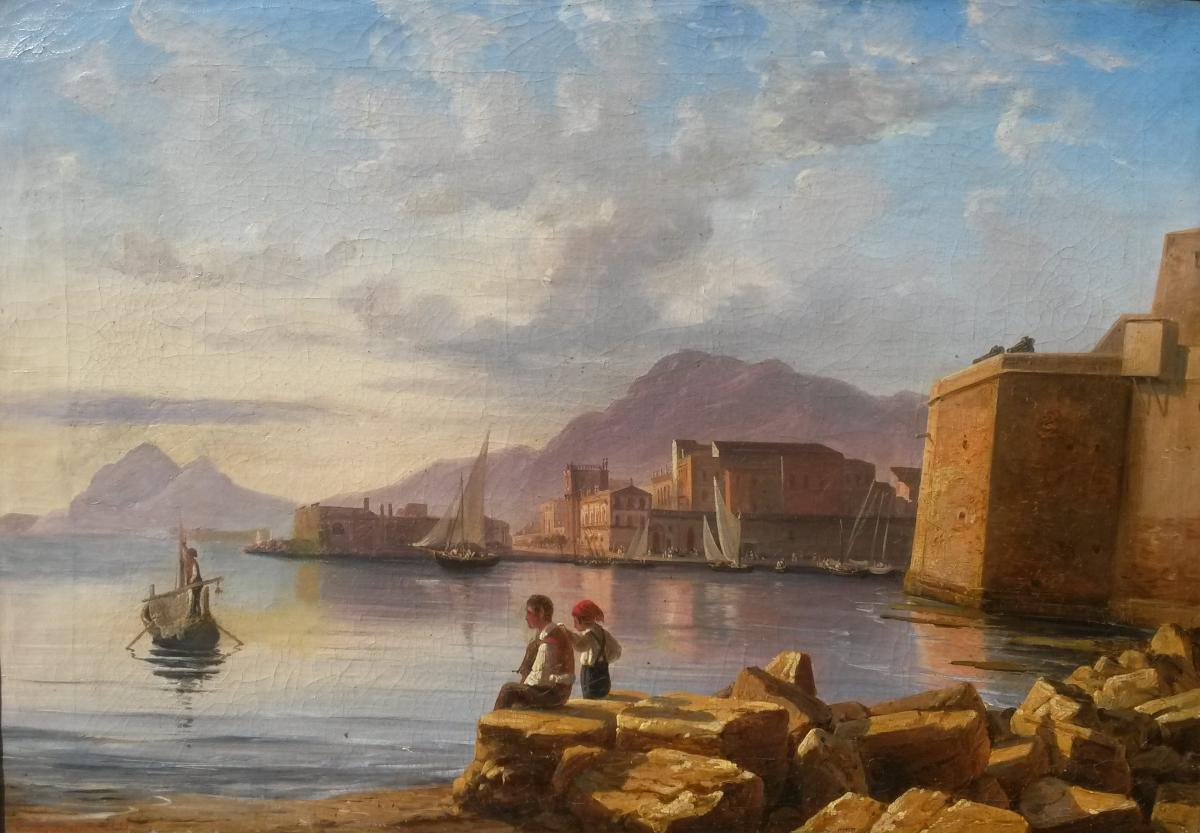
Gabriele Smargiassi: Fischer am Ufer, 41 × 58 cm, Öl auf Leinwand
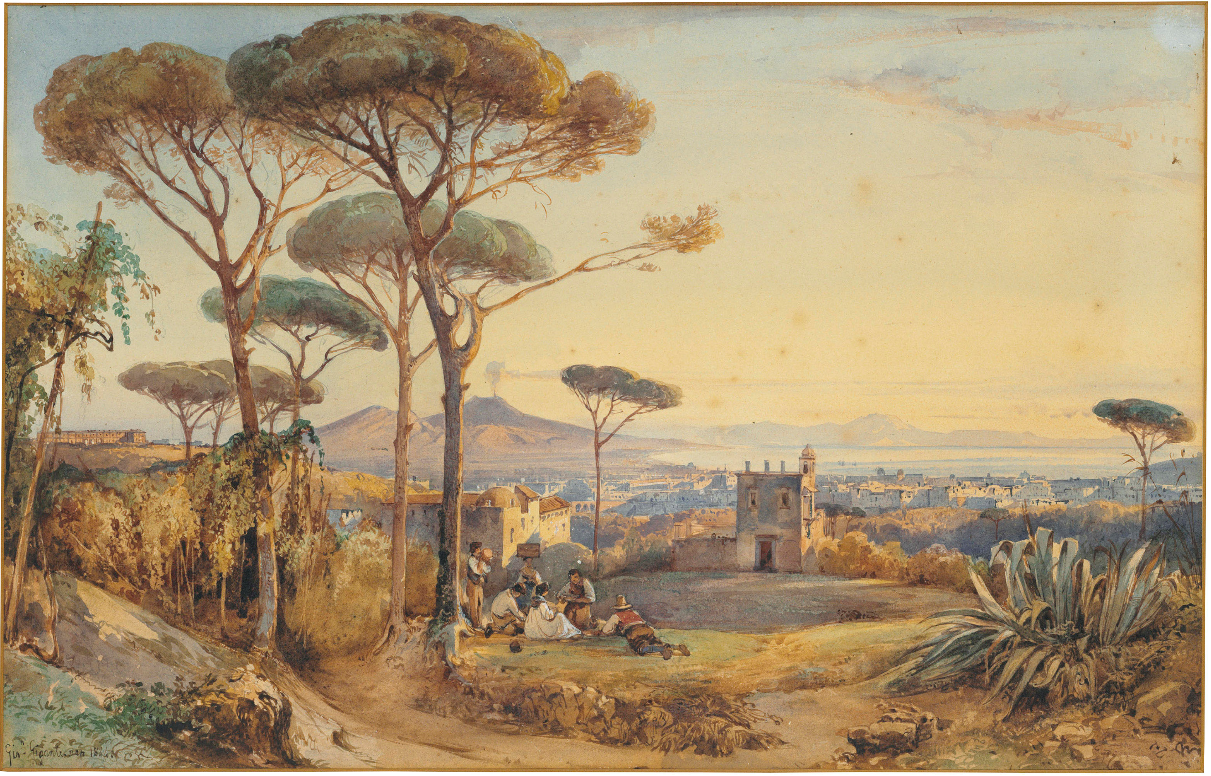
Giacinto Gigante: Blick auf die Bucht von Neapel von Norden (1844)
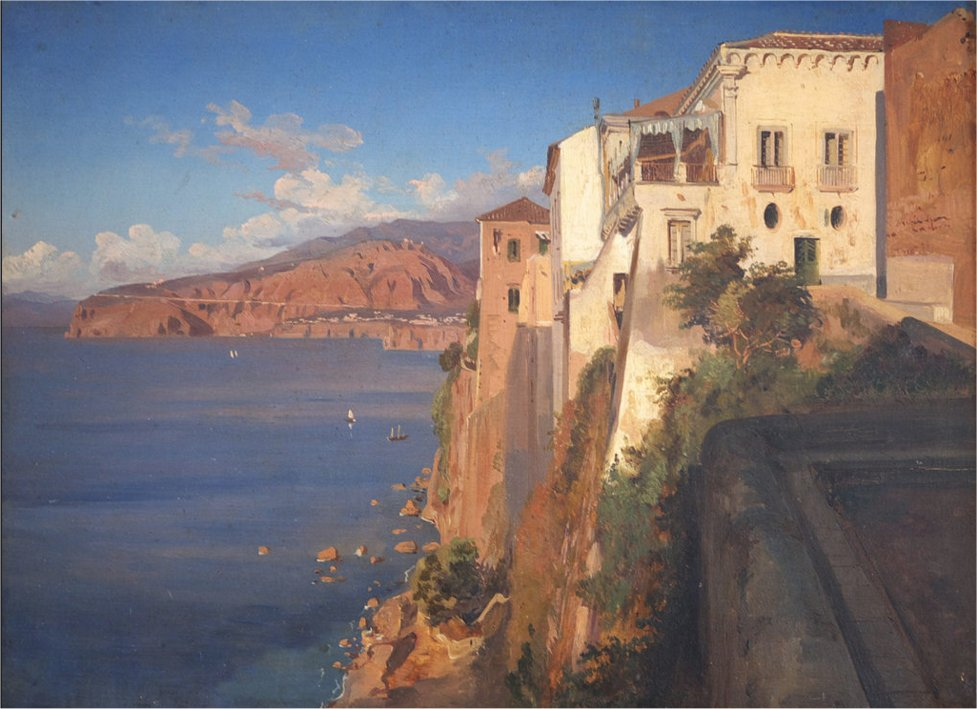
Teodoro Duclère: Panorama von Sorrent mit der Casa del Tasso (ca. 1850–1869)
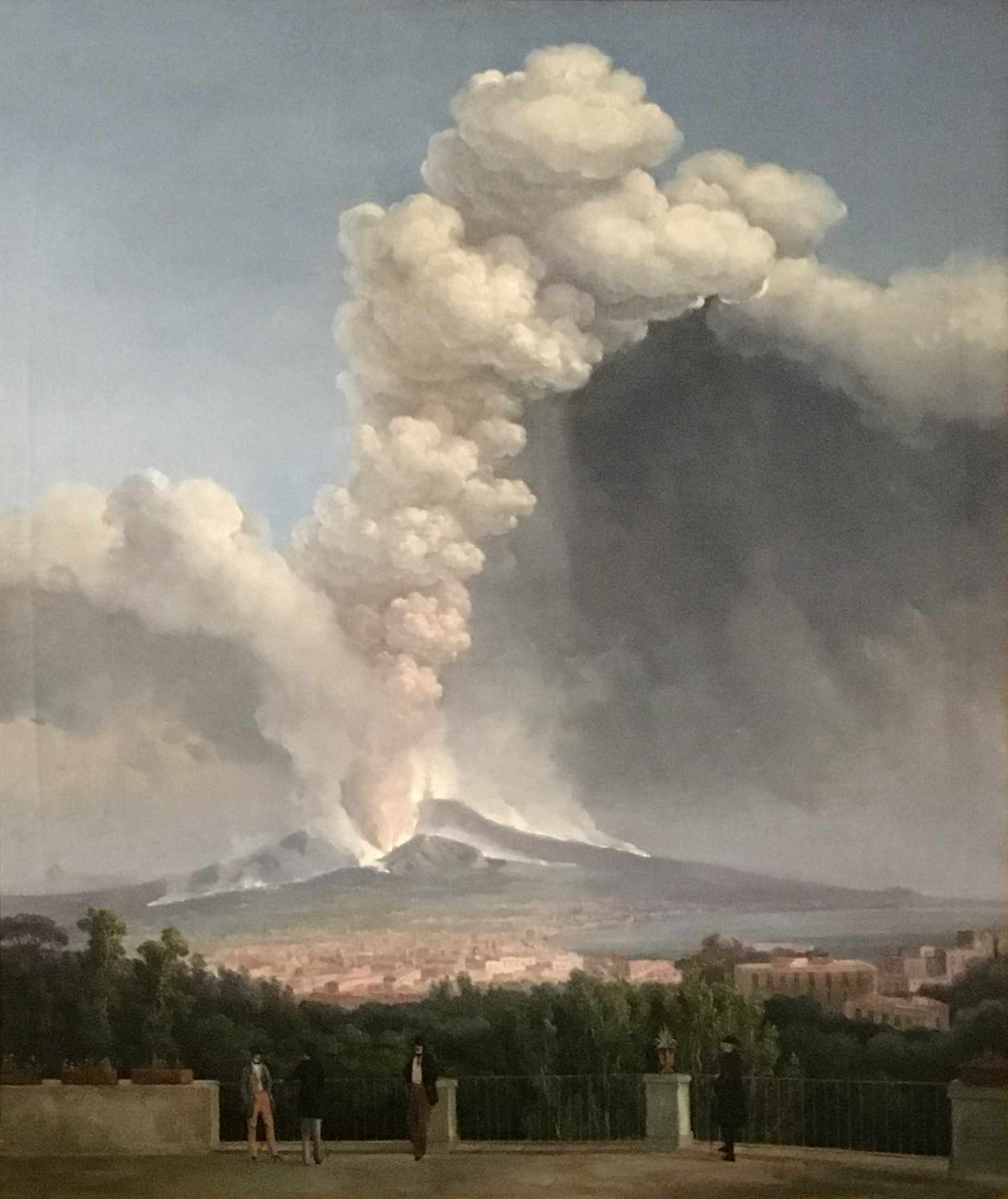
Salvatore Fergola: Ausbruch des Vesuv (1860)